# Lumkuia fuzzi
Lumkuia fuzzi és una espècie extinta de cinodont probainògnat. És el membre més antic i basal conegut del clade Probainognathia. Se n'han trobat restes fòssils a la conca del Karoo (Sud-àfrica), que daten del Triàsic mitjà. Lumkuia fuzzi és més rar que altres cinodonts trobats al mateix lloc, com ara Diademodon i Trirachodon. Abans que es descobrís aquesta espècie, l'únic lloc on s'havien trobat probainògnats primitius era Sud-amèrica, en dipòsits del Triàsic mitjà i superior. És l'única espècie del gènere Lumkuia, que al seu torn és l'únic gènere de la família Lumkuiidae.